# Lea van Acken
Lea van Acken (Lubecca, 20 febbraio 1999) è un'attrice tedesca.

## Biografia
Lea van Acken ha avuto la sua prima apparizione pubblica al Karl May Festival di Bad Segeberg nel 2011. Appare nel film Stations of the Cross diretto da Dietrich Brüggemann nel 2014. In questo film, premiato con il Silver Bear alla 64th Berlin International Film Festival, interpreta il ruolo di una giovane ragazza cattolica in una fanatica famiglia molto religiosa. L'anno successivo, interpreta un ruolo minore nella quinta stagione della serie Homeland, riprese effettuate in Germania.
Nel 2016 è l'attrice protagonista del film Das Tagebuch der Anne Frank , film biografico di produzione tedesca incentrato sulla vita di Anna Frank, sul suo diario e sul tragico destino della sua famiglia.

## Filmografia

### Cinema
- Kreuzweg - Le stazioni della fede (Kreuzweg), regia di Dietrich Brüggemann (2014)
- Heil, regia di Dietrich Brüggemann (2015)
- Ferien, regia di Bernadette Sophie Knoller (2016)
- Das Tagebuch der Anne Frank, regia di Hans Steinbichler (2016)
- Bibi & Tina: Tohuwabohu total, regia di Detlev Buck (2017)
- Windstorm 3 - Ritorno alle origini (Ostwind 3: Aufbruch nach Ora), regia di Katja von Garnier (2017)
- Fuck you, prof! 3 (Fack ju Göhte 3), regia di Bora Dağtekin (2017)
- Zielfahnder 3, regia di Connie Walter (2020)
- The Privilege (Das Privileg), regia di Felix Fuchssteiner e Katharina Schöde (2022)

### Televisione
- Homeland - Caccia alla spia - serie TV, episodio 5x02 (2015)
- Sag mir nichts, regia di Andreas Kleinert (2016) - Film TV
- Spreewaldkrimi - serie TV, episodio 1x09 (2016)
- Dark - serie TV, episodio 7 (2017-2020)
- Sløborn - serie TV, episodio 7 (2020)

## Doppiatrici italiane
- Ludovica De Caro in Kreuzweg - Le stazioni della fede
- Isabella Benassi in Windstorm 3 - Ritorno alle origini
- Elena Perino in Dark